# 拉隆西耶爾島
拉隆西耶爾島是俄羅斯的島嶼，屬於法蘭士約瑟夫地群島的一部分，位於維爾切克島以北，由阿爾漢格爾斯克州負責管轄，面積478平方公里，最高點海拔高度431米。